# Доллар
До́ллар (англ. dollar) — название валют 36 стран мира, включающих Австралию, Белиз, Канаду, Новую Зеландию, Намибию, Сингапур, Синт-Эстатиус, Сабу, Восточный Тимор, Пуэрто-Рико, Панаму, Палау, Бруней, Бонайре, Британские Виргинские острова, Багамские Острова, Бермудские Острова, Суринам , Маршалловы Острова, Соломоновы Острова, Соединённые Штаты Америки, Сальвадор, Эквадор, Тайвань, Гонконг, Зимбабве, Фиджи, Федеративные Штаты Микронезии, Теркс и Кайкос, Ямайку и ряд других стран. Один доллар, как правило, равен 100 центам.

## Этимология
Название произошло от слова «талер» (нем. Taler). Впервые слово «доллар» (dollar) было использовано как название одной из разновидностей шотландских монет — «доллара с мечом» (англ. Sword Dollar), монеты достоинством 30 шиллингов, чеканившейся между 1567 и 1571 годами. Слово «доллар» также встречается в пьесе Уильяма Шекспира «Макбет» (начало XVII века):
That now
Sweno, the Norways' king, craves composition:
Nor would we deign him burial of his men
Till he disbursed at Saint Colme's inch
Ten thousand dollars to our general use.

## Знак доллара

### Происхождение
История происхождения символа доллара имеет множество различных теорий и легенд, но научно доказанной версии не существует.
Одна из распространённых версий — возможное происхождение знака доллара от испанского песо. Рукописная аббревиатура «ps» довольно часто упоминается в британской, американской, канадской, мексиканской и других испано-американских деловых переписках 1770-х годов. Предполагается что от буквы «P» осталась лишь вертикальная черта, а буква «S» использовалась в качестве фона, что позволяло увеличить скорость записи.
Из современных теорий рассматривают и вариант видоизменённой записи «US».

## Валюты с названием «доллар»
| Изображение | Код валюты | Название                           | Период использования в обращении                      | Страна | Номинал в обращении |
| ----------- | ---------- | ---------------------------------- | ----------------------------------------------------- | --- | --- |
|             | AUD        | Австралийский доллар               | С 1966                                                | Австралийский Союз | банкноты: 5, 10, 20, 50, 100 монеты: 5, 10, 20, 50 центов, 1, 2 доллара                                                                          |
|             | BSD        | Багамский доллар                   | С 1966                                                | Багамы | банкноты: 1, 5, 10, 20, 50, 100 монеты: 1, 5, 10, 15, 25 центов                                                                                  |
|             | BBD        | Барбадосский доллар                | С 1973                                                | Барбадос | банкноты: 2, 5, 10, 20, 50, 100 монеты: 5, 10, 25 центов, 1 доллар                                                                               |
|             | BZD        | Белизский доллар                   | С 1973 (как доллар Британского Гондураса в 1885—1973) | Белиз | банкноты: 2, 5, 10, 20, 50, 100 монеты: 1, 5, 10, 25, 50 центов, 1 доллар                                                                        |
|             | BMD        | Бермудский доллар                  | С 1970                                                | Бермудские острова | банкноты: 2, 5, 10, 20, 50, 100 монеты: 1, 5, 10, 25, 50 центов, 1 доллар                                                                        |
|             | BND        | Брунейский доллар                  | С 1967                                                | Бруней | банкноты: 1, 5, 10, 50, 100 монеты: 1, 5, 10, 20 и 50 центов                                                                                     |
|             | нет        | Вест-индский доллар                | 1935—1964                                             | Барбадос, Британская Гвиана, Тринидад и Тобаго, Британские Наветренные острова, Британские Подветренные острова, Федерация Вест-Индии, Ямайка                                                                           | |
|             | XCD        | Восточно-карибский доллар          | С 1965                                                | Антигуа и Барбуда, Доминика, Гренада, Монтсеррат, Сент-Китс и Невис, Сент-Люсия, Сент-Винсент и Гренадины, Ангилья | банкноты: 5, 10, 20, 50, 100 монеты: 1, 2, 5, 10, 25 центов, 1 доллар                                                                            |
|             | нет        | Гавайский доллар                   | 1847—1903                                             | Гавайи | |
|             | GYD        | Гайанский доллар                   | С 1965 года                                           | Гайана | банкноты: 20, 100, 500, 1000, 5000 монеты: 1, 5, 10 долларов                                                                                     |
|             | HKD        | Доллар Гонконга                    | С 1845 года                                           | Гонконг | банкноты: 10, 20, 50, 100, 500 и 1000 монеты: 10, 20, 50 центов, 1, 2, 5, 10 долларов                                                            |
|             | ZWC        | Зимбабвийский доллар               | 1981—2009                                             | Зимбабве | Из-за сверхвысокой инфляции 30 июня 2009 года зимбабвийский доллар прекратил своё существование по решению Резервного банка Зимбабве.            |
|             | KYD        | Доллар Каймановых островов         | С 1972                                                | Каймановы острова | банкноты: 1, 5, 10, 25, 50, 100 монеты: 1, 5, 10, 25 центов                                                                                      |
|             | CAD        | Канадский доллар                   | С 1858                                                | Канада | банкноты: 5, 10, 20, 50, 100 монеты: 1, 5, 5, 10, 20, 50 центов, 1, 2, 5 долларов                                                                |
|             | нет        | Доллар Кирибати                    | С 1979                                                | Кирибати | банкноты: нет монеты: 1, 5, 10, 25 центов, 1, 2 доллара                                                                                          |
|             | LRD        | Либерийский доллар                 | С 1944                                                | Либерия | банкноты: 1, 5, 10, 20, 50 и 100 монеты: 5, 10, 25, 50 центов, 1 доллар                                                                          |
|             | нет        | Доллар Малайи и Британского Борнео | 1953—1969                                             | Малайская Федерация, Сингапур, Саравак, Северное Борнео, Бруней | |
|             | нет        | Малайский доллар                   | 1939—1953                                             | Бруней, Джохор, Кедах, Келантан, Перлис, Сингапур, Стрейтс Сетлментс, Тренгану, Федерированные малайские государства, Малайский Союз, Малайская Федерация                                                               | |
|             |            | Международный доллар               |                                                       | | |
|             | нет        | Монгольский доллар                 | 1921—1925                                             | Богдо-ханская Монголия | банкноты: 10, 25, 50, 100 |
|             | NAD        | Намибийский доллар                 | С 1993                                                | Намибия | банкноты: 10, 20, 50, 100 и 200 монеты: 1, 2, 5, 10, 20 и 50 центов, 1, 2 и 5 долларов.                                                          |
|             | нет        | Доллар Ниуэ                        | С 2009                                                | Ниуэ | банкноты: нет монеты: 5, 10, 20, 50 центов, 1 доллар                                                                                             |
|             | NZD        | Новозеландский доллар              | С 1967                                                | Новая Зеландия, Ниуэ, Острова Кука, Токелау, Питкэрн. | банкноты: 5, 10, 20, 50, 100 монеты: 10, 20, 50 центов, 1, 2 доллар                                                                              |
|             | нет        | Ньюфаундлендский доллар            | 1858—1949                                             | Ньюфаундленд. | |
|             | нет        | Доллар Островов Кука               | С 1972                                                | Острова Кука | банкноты: 3, 10, 20, 50 монеты: 10, 20, 50 центов, 1, 2, 5 долларов                                                                              |
|             | нет        | Доллар Островов Питкэрн            | С 1988                                                | Острова Питкэрн | банкноты: нет монеты: 5, 10, 20, 50 центов, 1, 2, 5, 10, 25, 50, 250 долларов                                                                    |
|             | нет        | Доллар Проливов                    | 1904—1939                                             | Колония Стрейтс-Сетлментс, Объединённые Малайские Султанаты, Необъединённые Малайские Султанаты, Саравак, Бруней и Северное Борнео.                                                                                     | |
|             | нет        | Родезийский доллар                 | 1970—1981                                             | Зимбабве | |
|             | нет        | Доллар Саравака                    | 1858—1953                                             | Саравак | |
|             | нет        | Доллар Северного Борнео            | 1882—1953                                             | Северное Борнео | |
|             | SGD        | Сингапурский доллар                | C 1967                                                | Сингапур | банкноты: 2, 5, 10, 50, 100, 1000, 10000 монеты: 1, 5, 10, 20, 50 центов, 1 доллар                                                               |
|             | SBD        | Доллар Соломоновых Островов        | С 1977                                                | Соломоновы Острова | банкноты: 2, 5, 10, 20, 50, 100 монеты: 1, 2, 5, 10, 20, 50 центов, 1 доллар                                                                     |
|             | USD        | Доллар США                         | С 1792                                                | США, Бермуды, Бонайре, Британские Виргинские острова, Восточный Тимор, Зимбабве, Маршалловы острова, Палау, Панама, Пуэрто-Рико, Саба, Сальвадор, Синт-Эстатиус, Теркс и Кайкос, Федеративные Штаты Микронезии, Эквадор | банкноты: 1, 2, 5, 10, 20, 50, 100 (ограничено 500, 1000, 5000, 10 000, 100 000) монеты: 1, 5, 10, 25, 50 центов, 1 доллар                       |
|             | нет        | Доллар КША                         | 1861—1865                                             | КША | банкноты: 5, 10, 50 центов, 1, 2, 5, 10, 20, 50, 100, 500, 1000 долларов 4 пробные монеты номиналом 50 центов; 12 пробных монет номиналом 1 цент |
|             | SRD        | Суринамский доллар                 | С 2004                                                | Суринам | банкноты: 1, 21⁄2, 5, 10, 20, 50, 100 долларов монеты: 1, 5, 10, 25, 100, 250 центов                                                             |
|             | нет        | Тайваньский доллар                 | 1946—1949                                             | Тайвань | |
|             | TWD        | Новый тайваньский доллар           | С 1949                                                | Тайвань | банкноты: 100, 200, 500, 1000, 2000 монеты: ½, 1, 5, 10, 50                                                                                      |
|             | TTD        | Доллар Тринидада и Тобаго          | С 1964                                                | Тринидад и Тобаго | банкноты: 1, 5, 10, 20, 100 монеты: 1, 5, 10, 25 и 50 центов                                                                                     |
|             | TVD        | Доллар Тувалу                      | С 1976                                                | Тувалу | банкноты: нет монеты: 5, 10, 20, 50 центов, 1 доллар                                                                                             |
|             | FJD        | Фиджийский доллар                  | С 1969                                                | Фиджи | банкноты: 1, 2, 5, 10, 20, 50, 100 монеты: 1, 2, 5, 10, 20, 50 центов, 1 доллар                                                                  |
|             | нет        | Доллар Цзяо-Чжоу                   | 1907—1914                                             | Цзяо-Чжоу | |
|             | нет        | Эфиопский доллар                   | 1945—1976                                             | Эфиопия | |
|             | JMD        | Ямайский доллар                    | С 1969                                                | Ямайка | банкноты: 1, 2, 5, 10, 20, 50, 100, 500, 1000 монеты: 1, 5, 10, 20                                                                               |
|             | нет        | Японский оккупационный доллар      | 1942—1945                                             | Сингапур, Британская Малайя, Северное Борнео, Саравак, Бруней, Бирма | |